# Ad-Dair
Ad-Dair, arabisch جبل الدائر, DMG Dschabal ad-Dā'ir, Alternativschreibungen: Jebel Dair, Dschebel Dair, Gebel Dair, Ed-Dair; ist ein Tafelberg am Nordrand der Nuba-Berge im sudanesischen Bundesstaat Süd-Kordofan.
Auf dem Satellitenfoto ist seine Hochfläche als dunkle Struktur in der Mitte des Bildes zu erkennen.
Ad-Dair liegt etwa 90 Kilometer Luftlinie südöstlich von El Obeid und 20 Kilometer südlich der Bahnlinie Kosti – Nyala. Der hauptsächlich aus Eruptivgestein bestehende Berg erhebt sich etwa 1000 Meter über die umgebende Landschaft und 1451 Meter über den Meeresspiegel.
Das Plateau ist teilweise von relativ fruchtbaren, tiefgründigen Böden bedeckt mit natürlichen Vegetationsinseln der Bambusart Oxythenanthera und einigen im 20. Jahrhundert eingeführten Eukalyptusbäumen. In den wasserreichen Täler des Plateaus gedeihen mehrere Arten von Laubbäumen.
An den sandigen Bergflanken findet sich praktisch keine Vegetation. Die Region um den ad-Dair ist trocken und für Subsistenzwirtschaft nur im Wanderfeldbau geeignet. Der kommerzielle Anbau von Erdnüssen oder Sesam konzentriert auf die fruchtbaren Böden in den Wadis. In der Gegend nördlich und nordwestlich des ad-Dair fließen einige größere Wadis zusammen. Diese Trockentäler führen nur gelegentlich während der sommerlichen Regenzeit (Mai bis Oktober) Wasser. Der Hauptnutzen des Dschabal ad-Da'ir ist die Wasserversorgung der umliegenden Gebiete während der Trockenzeit.